# Urban Blues
Urban Blues — студійний альбом американського блюзового музиканта Джона Лі Гукера, випущений у 1967 році лейблом BluesWay.

## Опис
Цей альбом вийшов у 1967 році на дочірньому лейблі ABC Records, BluesWay. Записаний під час двох сесій 26 вересня і 27 листопада 1967 року з чиказькими сесійними музикантами (включаючи Едді Тейлора, Бадді Гая, Філа Апчерча і Луї Маєрса). Серед пісень «Mr. Lucky», «The Motor City Is Burning», а також рімейк відомого хіта «Boom Boom».

## Список композицій
1. «Cry Before I Go» (Ел Сміт, Флемінг Джексон) — 2:38
2. «Boom Boom» (Джон Лі Гукер) — 2:45
3. «Backbiters & Syndicaters» (Ел Сміт) — 2:50
4. «Mr. Lucky» (Ел Сміт, Джон Лі Гукер) — 2:52
5. «My Own Blues» (Ел Сміт, Джеймс Берк Оден) — 2:35
6. «I Can't Stand to Leave You» (Ел Сміт) — 2:30
7. «Think Twice Before You Go» (Ел Сміт) — 2:03
8. «I'm Standing in Line» (Ел Сміт) — 2:17
9. «Hot Spring Water Pt. 1» (Ел Сміт, Джеймс Берк Оден) — 2:29
10. «Hot Spring Water Pt. 2» (Ел Сміт, Джеймс Берк Оден) — 2:58
11. «The Motor City Is Burning» (Ел Сміт) — 2:45

## Учасники запису
- Джон Лі Гукер — вокал, гітара
- Луї Маєрс — губна гармоніка (3—10)
- Бадді Гай — гітара (1, 2, 11)
- Едді Тейлор, Філліп Апчерч — бас-гітара
- Ел Данкан — ударні

Технічний персонал
- Ел Сміт — продюсер
- Браєн Крістіан — інженер
- Мел Черен — малюнок обкладинки
- Генрі Епстайн, Маргарет Глоговські — дизайн обкладинки
- Шелдон Гарріс — текст